# Deltigalus curvispina
Genre
Espèce
Synonymes
- Gonyleptes curvispina Perty, 1833
- Caelopygus alter Roewer, 1923
- Caelopygus kochii Roewer, 1923
- Deltigalus bifrons Roewer, 1931

Deltigalus curvispina, unique représentant du genre Deltigalus, est une espèce d'opilions laniatores de la famille des Gonyleptidae.

## Distribution
Cette espèce est endémique du Brésil. Elle se rencontre dans les États de Rio de Janeiro et de São Paulo.

## Description
Le mâle décrit par Pinto-da-Rocha en 2002 mesure 5,44 mm et la femelle 4,90 mm.

## Systématique et taxinomie
Cette espèce a été décrite sous le protonyme Gonyleptes curvispina par Perty en 1833. Elle est placée dans le genre Caelopygus par Koch en 1839 puis dans le genre Deltigalus par Pinto-da-Rocha en 2002.

## Publications originales
- Perty, 1833 : « Arachnides Brasilienses. » Delectus animalium articulatorum, quae in itinere per Brasiliam annis MDCCCXVII-MDCCCXX jussu et auspiciis Maximiliani Josephi I Bavariae Regis augustissimi peracto, collegerunt Dr. J. B. de Spix et Dr. C. F. Ph. de Martius, Friedrich Fleischer, Monachii, p. 191-209 (texte intégral).
- Roewer, 1913 : « Die Familie der Gonyleptiden der Opiliones-Laniatores [Part 2]. » Archiv für Naturgeschichte, sér. A, vol. 79, no 5, p. 257–472 (texte intégral).